# Enaren
Enaren är en sjö i Katrineholms kommun i Södermanland och ingår i Nyköpingsåns huvudavrinningsområde. Sjön är 4,1 meter djup, har en yta på 1,35 kvadratkilometer och är belägen 40 meter över havet. Sjön avvattnas av vattendraget Enarenån.

## Delavrinningsområde
Enaren ingår i det delavrinningsområde (651982-153727) som SMHI kallar för Utloppet av Enaren. Medelhöjden är 51 meter över havet och ytan är 15,12 kvadratkilometer. Det finns inga avrinningsområden uppströms utan avrinningsområdet är högsta punkten. Enarenån som avvattnar avrinningsområdet har biflödesordning 3, vilket innebär att vattnet flödar genom totalt 3 vattendrag innan det når havet efter 61 kilometer. Avrinningsområdet består mestadels av skog (63 procent) och jordbruk (12 procent). Avrinningsområdet har 1,62 kvadratkilometer vattenytor vilket ger det en sjöprocent på 10,7 procent.